# Carl Jödicke
Carl Jödicke (* 13. Juli 1894 in Magdeburg als Karl Friedrich Alfred Jödicke; † 11. September 1978 in Konstanz) war ein deutscher Verlagsmanager beim Ullstein Verlag und nach dessen Arisierung 1938 beim Deutschen Verlag. 1947 wurde er Geschäftsführer der Hannoverschen Verlagsgesellschaft und ab 1948 der Südkurier-Verlagsgruppe in Konstanz. Jödicke war maßgeblich an den Gründungen der beiden Zeitschriften  Der Stern 1938 und  Stern 1948 beteiligt.

## Leben

### Ausbildung und beruflicher Werdegang
Nach dem Abitur, das er 1913 am Gymnasium in Helmstedt ablegte, nahm Jödicke am Ersten Weltkrieg an der Westfront teil, wo er mit dem Eisernen Kreuz I. und II. Klasse ausgezeichnet wurde. Anschließend absolvierte er eine akademische Ausbildung zum Diplom-Kaufmann an der Handelshochschule Berlin und studierte an der Universität Frankfurt am Main, wo er zum Dr. rer. pol. promoviert wurde. Nach vorübergehender Tätigkeit im Großhandel trat Jödicke 1926 in den Ullstein Verlag ein und wurde Vertreter des Direktors des dortigen Zeitungsverlags, Richard A. Müller. Er war für die Zeitungs-Propaganda des Verlags zuständig, vor allem Werbemaßnahmen für die tagesaktuellen Blätter des Verlags, so etwa die Tageszeitungen Berliner Morgenpost und die Berliner Zeitung sowie die Wochenzeitung Die Grüne Post.

### Zeit des Nationalsozialismus
Ende 1933 wurde Jödicke Prokurist und Nachfolger des ausscheidenden Richard A. Müller. Im Mai 1934, als die Familie Ullstein noch den Aufsichtsrat des Unternehmens kontrollierte, wurde er in den Vorstand berufen. Als sich Ende Juni 1934 die Familie von ihrem Unternehmen trennen musste, da es „arisiert“ wurde, übernahm Jödicke die Zeitschriften-Abteilung. Nachkriegsaussagen Jödickes zufolge sei er als Vertrauensmann von der Familie Ullstein mit langfristigen Verträgen ausgestattet worden, um nach dem erhofften recht schnellen Ende der NS-Herrschaft der Familie eine Rückkehr zu sichern. Diese Einlassungen Jödickes wurden jedoch durch die Familie nicht bestätigt. Jödicke war nun zuständig für Zeitschriften mit Millionenauflage, mit der Berliner Illustrirten (BIZ) als Flaggschiff. Er traf für diese auch die personellen Entscheidungen. 1937, als das Unternehmen in Deutscher Verlag umbenannt und dem Zentralverlag der NSDAP angegliedert wurde, trat Jödicke in die NSDAP ein (Mitgliedsnummer 4.155.612), deren Mitglied er bis zum Kriegsende war. Daneben gehörte er von 1935 bis 1939 verschiedenen Gliederungen der SA an.
Im August 1939 gründete Jödicke die neue Wochenzeitschrift Der Stern, die 1939 eine Auflage von 750.000 Exemplaren erreichte und machte den Bildredakteur und Chef vom Dienst der Berliner Illustrierten Kurt Zentner zum Chefredakteur des Stern. Trotz ihres kommerziellen Erfolges wurde die Zeitschrift Ende 1939 auf Druck des NS-Pressechefs Max Amann abgelöst und durch die Soldatenzeitschrift Erika ersetzt.
Neben Zentner hatte sich auch Jödicke dabei den Unmut von Amman und Betriebsführer des Verlags Max Wießner zugezogen. Am 28. August 1939 wurde Jödicke, der in den Jahren vorher schon des Öfteren an Reservistenübungen teilgenommen hatte, zum Kriegsdienst eingezogen, nachdem Verlagschef Wießner keine Bemühungen unternommen hatte, ihn als „unabkömmlich“ zu reklamieren. Als Hauptmann der Reserve wurde Jödicke zunächst Führer einer Nachrichtenkompanie und nahm am Überfall auf Polen und dem Westfeldzug teil. Finanziell war er währenddessen gut gestellt, da ihm seine Bezüge als Direktor, einschließlich Tantiemen und Bonifikationen, weiter ausbezahlt wurden. Nachdem er noch einmal für 16 Monate in den Verlag zurückgekehrt war, verbrachte er die letzten Kriegsjahre als „Büro-Offizier“ beim Stellvertretenden Generalkommando III in Berlin.

### Nachkriegszeit
Bei Kriegsende geriet Jödicke in britische Kriegsgefangenschaft, aus der er Ende 1945 entlassen wurde. Im Februar 1946 teilte ihn das Arbeitsamt der Uelzener Firma Nordwestdeutscher Großvertrieb Kindel & Co zu, wo er als kaufmännischer Angestellter im Vertrieb arbeitete. Zuvor hatte er von Gustav Willner, der im Sommer 1945 als Treuhänder für die Abwicklung des Deutschen Verlags eingesetzt worden war, erfahren, dass eine Tätigkeit als Redakteur, Verlagsdirektor oder gar Lizenzträger nur mit der Einstufung als „Entlasteter“ möglich sei. Willner hatte Jödicke geraten, statt ein journalistisches Projekt in Berlin anzustreben, einen Versuch bei der britischen Kommandantur in Hannover zu machen, da hier eine weniger strenge Entnazifizierungspraxis zu erwarten sei. Zwar wurde Jödicke in seinem ersten Verfahren bei der Spruchkammer Uelzen Ende 1946 trotz einem Dutzend sogenannter Persilscheine, noch nicht als gänzlich entlastet eingeordnet und erhielt erst November 1948 in zweiter Instanz von der Spruchkammer Hannover die gewünschte Einstufung in die Kategorie V als „Unbelasteter“. Doch trotz des noch ausstehenden Ergebnisses seines zweiten Verfahrens konnte er schon im September 1947 Verlagsleiter und Prokurist der Hannoverschen Verlagsgesellschaft mbH werden. Der zuständige „German Personal Officer der Militärregierung des Landes Niedersachsen“ hatte seine Tätigkeit als Verlagsleiter vorläufig genehmigt.
Im gleichen Verlag war Henri Nannen Lizenznehmer der Hannoverschen Abendpost. Als Nannen nach Möglichkeiten suchte, eine neue Illustrierte zu gründen, schlug Jödicke ihm vor, dies über den Umweg als Lizenznehmer des Jugendmagazins Zick-Zack zu tun und dann in einem zweiten Schritt den alliierten Genehmigungsbehörden gegenüber die Änderung in eine allgemeine Illustrierte mit neuem Titel durchzusetzen. Zudem versorgte er ihn mit markenrechtlichen Gutachten, die Nannen vor Schadenersatzansprüchen der Familie Ullstein schützen sollte, wobei es als für Nannen günstig eingeschätzt wurde, dass der Stern von 1938 nicht als Markenzeichen eingetragen worden war.
Noch 1948 verließ Jödicke die Hannoversche Verlagsgesellschaft. Er wurde nun Geschäftsführer der Südkurier-Verlagsgruppe in Konstanz. Diese Position hatte er bis zu seinem altersbedingten Ausscheiden 1961 inne. 1955 wurde er dort auch Gesellschafter.

## Schriften
- Als die Werbung noch Propaganda hieß. In: W. Joachim Freyburg/Hans Wallenberg (Hrsg.): Hundert Jahre Ullstein 1877–1977. Band 3. Ullstein, Berlin 1977, ISBN 3-550-07373-9, S. 119–150.